# Província de Bautista Saavedra

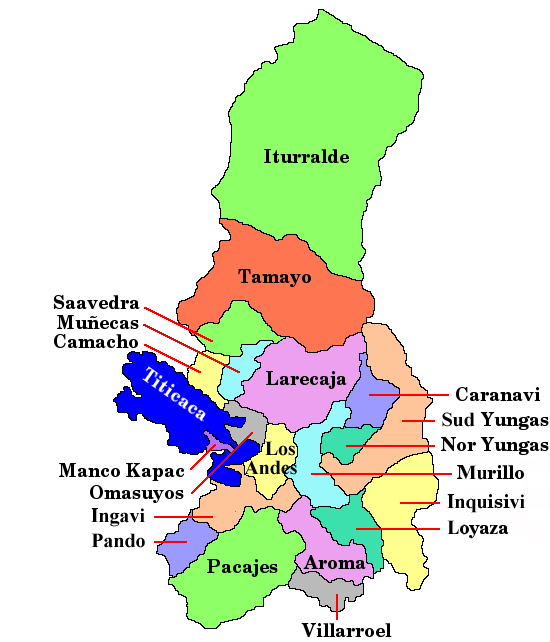
Les províncies del Departament de La Paz

La província de Bautista Saavedra és una de les 20 províncies del Departament de La Paz a Bolívia. La seva capital és Charazani.